# Maria Kandyda od Eucharystii
Maria Kandyda od Eucharystii (ur. 16 stycznia 1884 w Catanzaro; zm. 12 czerwca 1949 w Ragusie) – włoska karmelitanka bosa, Błogosławiona Kościoła katolickiego.

## Życiorys
Maria Barba urodziła się 16 stycznia 1884 r. w miasteczku Catanzaro. Niedługo po jej narodzinach rodzice Piotr Barba i Joanna Flosena podejmują decyzję o przeprowadzce do Palermo. Maria wychowywała się w rodzinie wierzącej i odebrała chrześcijańskie wychowanie. Pomimo tego rodzice sprzeciwiali się planom córki o wstąpieniu do zakonu, kiedy ta miała 15 lat. Swoje powołanie mogła zrealizować dopiero w wieku 35 lat. Okres 20 lat był jednak dla niej możliwością zgłębiania wiary, zwłaszcza tajemnicy Eucharystii, na własną rękę.
25 wrześnie 1919 r. wstąpiła do karmelitanek i przyjęła imię zakonne Maria Kandyda od Eucharystii. Wybór imienia oraz zgromadzenia zakonnego nie były przypadkowe. Duchowość Karmelu umożliwiała Mari dalszą realizację poznawania tajemnicy Eucharystii. Pomagały jej w tym dzieła św. Teresy od Dzieciątka Jezus „Dzieje duszy”. Pięć lat po wstąpieniu do zakonu w 1924 r. została wybrana przoryszą klasztoru. Od 1933 r. zaczęła pisać książkę „Eucharystia”, gdzie zawarła rozważania nad duchowością eucharystyczną.
W lutym 1949 roku zachorowała na raka wątroby, a w czerwcu tego samego roku zmarła w opinii świętości.
Została beatyfikowana przez papieża Jana Pawła II w dniu 21 marca 2004 roku.

## Cytaty
Wspomnienia błogosławionej Mari Kandydy:

Kiedy byłam malutka i jeszcze Jezus mi się nie dał, oczekiwałam na moją mamę, aby kiedy wróci od Komunii Św., prawie na progu domu i wspinając się na palcach, aby jej dosięgnąć, mówiłam Mu: „Ja również Panie!”. Moja mama nachylała się wówczas z miłością i dmuchała na moje wargi; natychmiast ją opuszczałam i przyciskając do piersi skrzyżowane dłonie, pełna radości i wiary, powtarzałam podskakując: „Ja również mam Pana, ja również mam Pana!

Błogosławiona Maria Kandyda o wzorze życia eucharystycznego, jakim była dla niej Matka Boża:

Chciałabym być jak Maryja – pisała na jednej ze stron swojego dzieła – być Maryją dla Jezusa, zająć takie miejsce, jakie zajmowała Jego Matka. W czasie Komunii św. Maryja jest zawsze obecna przy mnie. Z jej rąk pragnę przyjąć Jezusa. Niech Ona sprawi, abym stała się jednością z Nim. Nie mogę oddzielać Maryi od Jezusa. Witaj, Narodzony z Maryi. Witaj, Maryjo, Jutrzenko Eucharystii.